# Cratere Peridier
Peridier  è un cratere sulla superficie di Marte.